# NGC 6571
NGC 6571 este o galaxie situată în constelația Hercule. A fost descoperită în 27 iulie 1864 de către Albert Marth. Se află la o distanță de 70,17 de megaparseci de Pământ.